# Anatoli Petrovitch Bogdanov
Cet article possède un paronyme, voir Anatoli Bogdanov.
Pour les articles homonymes, voir Bogdanov.
Anatoli Petrovitch Bogdanov (en russe : Анатолий Петрович Богданов) est un zoologiste et anthropologue russe, né le 13 octobre 1834 dans l'actuelle oblast de Voronej et décédé le 28 mars 1896.

## Parcours
En 1855, il est diplômé du département de sciences naturelles de l'Université de Moscou. Il poursuit ensuite ses études dans plusieurs musées d'histoire naturelle à travers l'Europe et assiste à des conférences de zoologistes célèbres comme Isidore Geoffroy Saint-Hilaire (1805-1861) et Émile Blanchard (1819-1900). En 1858, il revient à Moscou, où il effectue un travail de doctorant post-gradué et aide à établir un département de zoologie. En 1861, il devient chef du département de zoologie, et en 1863 directeur du Musée zoologique de Moscou, poste qu'il conserve pour le reste de sa vie.
Bogdanov était connu pour son sens de l'organisation, et a été un acteur majeur dans la fondation du parc zoologique de Moscou, ainsi que de plusieurs sociétés scientifiques, y compris la « Société des amateurs de sciences naturelles ». Cette société a été fondée en 1864, dans le but de répandre la connaissance scientifique auprès du peuple russe et de créer une atmosphère où les professionnels et les amateurs pouvaient travailler ensemble dans leur amour des sciences naturelles. À travers cette institution, Bogdanov a réussi à lever des fonds et des ressources pour créer une « Exposition ethnographique de toutes les Russies », qui a fait ses débuts en avril 1867. Cette exposition se composait de dioramas avec des centaines de mannequins représentant soixante groupes ethniques de l'Empire russe.
Bogdanov est aussi crédité pour la traduction en russe de plusieurs manuels scolaires allemands et français sur la zoologie et l'entomologie. Il a eu notamment comme étudiant Grigori Kojevnikov.